# 티맥스OS
티맥스OS (TmaxOS)는 대한민국의 소프트웨어 기업인 티맥스 데이터가 개발한 것을 TmaxOS가 인수하여 발표한 운영 체제다. 티맥스데이터와 TmaxOS는 티맥스소프트를 설립한 박대연 회장이 설립한 기업들이다. 2023년 12월, 티맥스클라우드와 합병하였다.

## Open Edition과 Home Edition
티맥스OS는 일반 사용자들에게 정식 출시하는 티맥스OS 개인용 버전은 무료로 배포될 것이며 직접적인 수익 대신 무료로 제공되는 티맥스OS의 사용자를 확보함으로써 이 사용자 대상 소프트웨어를 개발하려는 생태계를 확보하려는 목적이 크다고 했다.
티맥스OS OE(Open Edition)는 티맥스가 자체 개발한 부분까지 모두 오픈 소스로 공개하는 버전으로, 정부의 개방형OS 정책에 따른 공공업무용 PC OS 시장을 의식해 추진되고 있다고 한다. '티맥스OS HE'(Home Edition)는 OE와는 다른 버전으로, 개인용으로 출시되는 제품이라고 한다.
2019년 8월 14일 23시 쯤에 설치를 위한 iso 파일이 공개되었다.

## 소스 코드 공개
GPL이 적용되는 리눅스의 소스 코드로 제작되니 안드로이드의 AOSP처럼 소스 코드를 공개한다.
2019년 8월 5일에 소스 코드를 공개하였다. 단, 데비안 커널 부분만 공개하였다. 이러한 불완전한 공개에 대해 저작권 침해 논란이 있다.
소스 코드를 공개하는 오픈 소스 제품이므로, TmaxOS 로고를 떼어내고, CentOS와 같은 포크 제품을 만들어도 라이선스상 문제는 없다. 하지만 커널의 소스 코드만 공개되어, 현재로서는 포크 제품을 만드는 것이 불가능하다.
TmaxOS에 사용된 오픈 소스 목록을 https://web.archive.org/web/20190823172409/https://sourcecode.tmaxos.com:4000/ 에 공개하고 있다.

## 오픈 소스 정책에 대한 입장
2019년 5월 열린 기자간담회에서 박대연 티맥스 회장(CTO)은 정부의 오픈소스 우대 정책이 상용SW에 역차별로 작용하고 있다고 비판한 바 있다."
공개SW 활용 한계도 지적했다. 모두가 오픈소스를 사용하면 발전이 없다는 게 박 회장 설명이다. MS 윈도가 모든 소스코드를 오픈해서 세계 1위가 된 게 아니라는 지적이다.
옳고 그름의 문제도 아니었지만 박대연 CTO는 오픈소스 생태계 문제를 옳고 그름의 문제로 받아들였다. 이번 발표장에서도 정부의 오픈소스 정책에 대한 불만을 여과없이 들어냈다.
오픈 소스 진영의 많은 소스 코드를 가져다 쓰지만, 최대 주주인 박대연 회장이 오픈 소스 정책에 대해 좋게 생각하지 않고, 소스 코드 비공개 정책이 좋다고 생각하여 제대로 된 오픈 소스 기업이 되기는 힘들 것으로 보인다.

## 티맥스 구름
티맥스오에스가 구름 플랫폼 기반 운영 체제 티맥스 구름 (Tmax Gooroom)을 만들었다.

## 도입 분야
TmaxOS가 공공기관 중 최초로 국토교통과학기술진흥원에 도입되었다.
우정사업본부는 2019년 12월 OS 공급사들과 정식 계약을 체결하고, 티맥스OS 3천개, 구름 OS 2천개를 도입했다.
티맥스오에스는 국민연금공단에 티맥스OS를 공급했다.

### 도입 가능 분야
국방부가 국군 사이버지식정보방에 개방형 OS를 도입하기로 결정하였다. 소스 코드를 모두 공개하는 오픈 소스 운영 체제만 입찰할 수 있으며 하모니카 OS, 구름 OS 등은 입찰 가능하지만 대중에게 소스 코드를 공개하지 않는 한 티맥스OS는 참여가 어렵다고 한다.
국군 사이버지식정보방 운영 체제 교체 사업에서 개방형 OS로만 입찰을 받으려고 하였으나, 윈도우즈 외에는 인터넷 강의가 작동하지 않는다는 일부 장병들의 의견에 따라 상용 OS와 개방형 OS를 50:50으로 도입하기로 변경하였다. 이런 문제점에 따라, 국방부는 과학기술정보통신부의 협조를 받아 소프트웨어 중심 대학부터 시작해 순차적으로 오픈 소스 운영 체제에서도 사용 가능한 이러닝 체계를 만들기로 하였다. 하모니카 리눅스와 구름 OS는 개방형 OS로 규정하면서 티맥스OS는 상용 OS로 규정하는 경우가 있는데 티맥스 OS도 리눅스 커널을 사용하였으므로 개방형 OS가 맞다. 현재 소스 코드를 공개하고 있지 않은 티맥스OS가 끝까지 소스 코드를 공개하지 않으면 GPL 위반으로 저작권법 위반인데, 저작권을 침해하는 제품을 정부 납품 사업에 참여시킬 수는 없기 때문이다. 하모니카 리눅스와 구름OS도 취미로 개발된 것이 아닌, 소프트웨어 사업을 하는 회사에서 개발한 판매 목적의 운영 체제이므로, 티맥스OS가 오픈 소스를 사용했음에도 상용 OS쪽으로 입찰을 할 수 있다면, 하모니카 리눅스와 구름 OS도 상용 OS 부문으로 입찰을 해도 된다는 의미가 된다. 따라서 윈도우즈를 제외한, 리눅스를 사용한 나머지 세 운영 체제들은 개방형 OS로 입찰을 하게 될 것으로 보인다.

## 같이 보기
- 티맥스 윈도
- 하모니카 (운영 체제)
- 구름 플랫폼
- 훙멍
- 한컴 구름